# Jerusalems flag
Jerusalems flag er baseret på Israels flag. Det har to horisontale blå striber som minder om tallit, eller jødiske bønnesjal. Motivet i midten er Jerusalems våbenskjold, som består af et skjold med Judas løve på en stiliseret baggrund og repræsenterer Vestmuren, flankeret på hver side med olivengrene. Ordet יְרוּשָׁלַיִם (Yerushalayim, hebraisk for "Jerusalem") står over skjoldet. En vertikal variant er nogle gange brugt ved højtidelige begivenheder.
Flaget blev taget i brug i 1949 efter en konkurrence holdt af Jerusalems bystyre, som blev oprettet af Israel (i den vestlige del af byen). Det blev hele Jerusalems flag efter Seksdageskrigen i 1967.
| Flag | Spire Denne artikel om flag eller vexillologi er en spire som bør udbygges. Du er velkommen til at hjælpe Wikipedia ved at udvide den. |